# Шувалов, Иван Михайлович
Шува́лов Ива́н Миха́йлович (фамилия крёстного отца — Егóров; 1865 — 28 февраля 1905) — русский драматический актёр, трагик.
Представитель так называемой школы Каратыгина, классического направления русского театра.

## Биография
Родился в 1865 году, по паспорту — незаконный сын мещанина Егорова. После смерти матери, дочери генерал-майора Майбороды, с раннего детства воспитывался в семье польского биржевого маклера. Узнав правду о своём рождении в шестнадцать лет, оставил семью и поступил в Императорское Театральное училище в Санкт-Петербурге.
В честь преподававшего в училище Н. Ф. Сазонова принял фамилию «Шувалов», под которой Сазонов играл в молодости.
После окончания училища играл в антрепризе А. А. Рассказова в Костроме, Ярославле и Самаре. В 1886—1888 — в Театре Корша в Москве (Молчалин в «Горе от ума»). Затем служил в Одессе; Товариществе М. М. Бородая (Поволжье, юг России); Харькове, Ростове-на-Дону в труппе Н. Н. Синельникова; в Киеве в труппе Н. Н. Соловцова.
Шувалов принадлежал к числу наиболее культурных актёров дореволюционного прошлого, и поэтому особенно ценна его деятельность в провинции, куда он принуждён был уйти после разрыва с императорскими сценами.
Сезон 1902/03 провёл в императорском Александринском театре. Но выходя только в роли «резонёров», и не получив у П. П. Гнедича, управляющего труппой, ни одной роли «героя», в 1903 году по собственной воле разорвал двухгодовой контракт, предпочтя сцены Одессы и Харькова антрепренёра А. Н. Дюковой.
Скончался 15 (28) февраля 1905 года в Харькове после неудачно проведённой хирургической операции. Похоронен там же на городском кладбище.
Памятник на могиле выполнен А. Н. Бекетовым, средства на его сооружение были собраны по подписке через газеты в Харькове, Киеве Одессе.
Один из культурнейших актёров русского провинциального театра, Шувалов был известным исполнителем ролей классического репертуара, пропагандировал современную новую драматургию (Чехова, Ибсена и других), блестяще играл в комедии.Ан. А. «Театральная энциклопедия» т. 5 1967

### Семья
- первая жена — дочь антрепренёра А. А. Рассказова, артистка[11];
- вторая жена — Мария Ивановна Велизарий (1869—1944), драматическая актриса, автор мемуарной книги «Путь провинциальной актрисы» (1938). Семейные архивы И. М. Шувалова и М. И. Велизарий хранятся в Российской национальной библиотеке и Государственном центральном Театральном музее имени А. А. Бахрушина[12];
  - дочь — Вера Ивановна Велизарий-Шувалова (1897/1898— ?)[13][14].

## Театральные роли
- Васильков — «Бешеные деньги» А. Островского[3]
- Вершинин — «Три сестры» А. Чехова[3]
- Войницкий — «Дядя Ваня» А. Чехова[3]
- Гамлет — «Гамлет» У. Шекспира[15]
- Генрих — «Потонувший колокол» Г. Гауптмана[3]
- Граф Михаил фон Кемпгаузен — «Да здравствует жизнь» Г. Зудермана[16]
- Домбрович — «Лишённый прав» И. Потапенко[16]
- Доктор Томас Стокман — «Доктор Штокман» по пьесе «Враг народа» Г. Ибсена[17]
- Звездинцев — «Плоды просвещения» Л. Толстого
- Иванов — «Иванов» А. Чехова[18]
- Кавалер Рипафратт — «Трактирщица» К. Гольдони
- Карл — «Разбойники» Ф. Шиллера[3]
- Консул Берник — «Столпы общества» Г. Ибсена[3]
- Лир — «Король Лир» У. Шекспира[19]
- Макбет[англ.] — «Макбет» У. Шекспира
- Мальков — «Дикарка» А. Островского[3]
- Молчалин — «Горе от ума» А. Грибоедова[4]
- Отелло — «Отелло» У. Шекспира[20]
- Рахманов — «Старые годы» по пьесе «В старые годы» И. Шпажинского[21]
- Рыдлов — «Джентльмен» А. Сумбатова-Южина[22]
- Сумароков — «Ломоносов»[16]
- Тезей — «Ипполит» Еврипида[16]
- Тибальд — «Ромео и Джульета» У. Шекспира[23]
- Тригорин — «Чайка» А. Чехова[16]
- Царь Иван Васильевич IV — «Смерть Иоанна Грозного» А. Толстого[24]
- Царь Эдип — «Царь Эдип» Софокла[3]
- ? — «Вишнёвый сад» А. Чехова[17]
- ? — «Герострат»[17]
- ? — «Дмитрий Самозванец» по пьесе «Дмитрий Самозванец и Василий Шуйский» А. Островского[17]
- ? — «Жизнь»[22]
- ? — «Кин» по пьесе «Кин, или Гений и беспутство» А. Дюма-отца[17]
- ? — «На дне» М. Горького[22]
- ? — «Рюи Блаз» В. Гюго[22]
- ? — «Старый закал» А. Сумбатова-Южина[22]
- ? — «Столпы общества» Г. Ибсена[17]
- ? — «Строитель Сольнес» Г. Ибсена[17]
- ? — «Уриэль Акоста» К. Гуцкова[17]
- ? — «Щекотливое поручение» Д. Мансфельда[22]